# Cerro Gordo (San Juan del Río)
Cerro Gordo es una localidad del  municipio de San Juan del Río, en el estado de Querétaro, México.

## Demografía
El Censo de Población y Vivienda 2010 arrojó una población de 1,987 habitantes, lo que corresponde al 0.82% de la población municipal.

## Geografía
Se localiza en la zona oriente del municipio de San Juan del Río a 8 kilómetros del centro de la cabecera municipal, conurbada a ésta, en las coordenadas 20°22'30" de latitud norte y 99°54'53" de longitud oeste, a una altitud de 2050 metros sobre el nivel del mar.
- Datos: Q65032766